# Kastell Câmpulung Muscel
Hinter dem Namen Kastell Câmpulung Muscel (auch: Jidava oder Jidova) verbergen sich gleich zwei römische Hilfstruppenkastelle auf dem Gebiet der Stadt Câmpulung im rumänischen Kreis Argeș in der Region Muntenien. In antiker Zeit waren sie Bestandteile des Dakischen Limes, konkret des Abschnittes Limes Transalutanus (Transalutanischer Limes; Limes jenseits des Olt). Administrativ gehörten sie zur Provinz Dacia inferior und später zur Dacia Malvensis. Gemeinsam mit insgesamt 277 Bestandteilen des Dakischen Limes wurde Jidova 2024 zum UNESCO-Weltkulturerbe erhoben.

## Lage
Die heutigen Bodendenkmale liegen im südlichen Bereich der Stadt, im Viertel Pescăreasa. Unmittelbar westlich von ihnen verläuft der Drum național 73. Topographisch befinden sie sich auf einer flachen Hochterrasse des Flüsschens Râul Târgului, der gerade mal 130 m bis 260 m östlich der Kastelle entlang fließt. In antiker Zeit befanden sich die Kastelle in einer strategisch wichtigen Position, befindet sich der Platz doch nur rund 20 Kilometer südlich des Pasul Bran (deutsch: Törzburg-Pass), der die Südkarpaten überquert, welche die Provinzen Dacia Malvensis und Dacia Apulensis (heute Walachei und Siebenbürgen) voneinander trennten. Der Höhenunterschied von Câmpulung zum Pass (1260 m NHN) beläuft sich auf rund 730 m, das Landschaftsbild ändert sich von vorgebirgig zu alpin.

## Forschungsgeschichte
Als archäologischer Fundplatz ist Câmpulung schon seit dem 19. Jahrhundert bekannt. Erstmals erwähnt wurde es 1876 von Dimitrie C. Butculescu. Ende des 19. Jahrhunderts nahm Pamfil Polonic Vermessungen vor, deren Resultate im Jahr 1900 von Grigore Tocilescu publiziert wurden. Wissenschaftliche Ausgrabungen erfolgten aber erst nach dem Ende des Zweiten Weltkriegs, so durch Emilian und Eugenia Popescu vom Institutul de Arheologie „Vasile Pârvan” (Archäologisches Institut „Vasile Pârvan”) in Bukarest bzw. vom Muzeul Județean Argeș (Kreismuseum Argeș) in Piteşti zwischen 1962 und 1976. Bereits 1970 wurde das Freilichtmuseum Castrul Roman Câmpulung-Jidova (Römisches Kastell Câmpulung-Jidova) eröffnet. Die Kooperation zwischen dem Institut und dem Kreismuseum blieb auch danach kontinuierlich bestehen. So leiteten von 1978 bis 1982 und 1996 Constantin C. Petolescu und Teodor Cioflan die Untersuchungen, 2011 und 2012 Petolescu und Cioflan mit Ion Dumitrescu und Florian Matei-Popescu und schließlich von 2013 bis 2022 die bereits benannten Archäologen mit zahlreichen jüngeren Kollegen. Insgesamt zählen die Kastelle von Câmpulung zu den besterforschten und besterhaltenen der dakischen Limites.

## Archäologische Befunde
Die Kastelle Câmpulung Muscel I und II liegen rund 300 Meter Luftlinie voneinander entfernt, wobei sich das kleinere Kastell II südlich von Kastell I befindet.

### Kastell Câmpulung Muscel I
Câmpulung Muscel I hat einen rechteckigen Grundriss mit abgerundeten Ecken im typischen Spielkartenformat. Seine Abmessungen betragen 98,65 m mal 132,35 m, was einer Grundfläche von 1,31 Hektar entspricht. Die Existenz zweier Bauphasen, nämlich eines Holz-Erde-Lagers und eines Steinkastells, ist in der rumänischen Fachliteratur umstritten. Die Mauern der gesicherten Phase des Steinkastells sind in der Technik des opus incertum gefertigt. Die Mächtigkeit des Mauerwerks beträgt 1,80 m. Mit seiner Prätorialfront war das viertorige Kastell nach Süden ausgerichtet. Die Existenz von Ecktürmen ist nicht nachgewiesen. Hingegen wurden insgesamt zehn Zwischentürme an allen vier Seiten des Lagers identifiziert. Sie befinden sich (jeweils einer) in der Praetentura (vorderer Lagerteil) zwischen der theoretischen Position der Ecktürme und der Porta Praetoria (Haupttor), sowie zwischen der Prätorialfront und den Portae principalis (Seitentore). In der Retentura (rückwärtiger Lagerteil) gibt es insgesamt sechs Zwischentürme: je zwei zwischen den Portae principalis und der Dekumatseite (Lagerrückfront) und je einen zwischen der Porta decumana (rückwärtige Lagerpforte) und den Ecken des Kastells. Die Zwischentürme besaßen einen rechteckigen Grundriss von 3,75 m mal 4,0 m, der Grundriss der Tortürme maß durchschnittlich 5,0 m mal 5,60 m, die Durchgangsbreite der Tore betrug 5,30 m. Der größte Teil der Grundflächen aller Türme lag im Kastellinneren, jedoch sprangen sie leicht nach außen vor. Vor der Ummauerung verlief als Annäherungshindernis ein sieben bis 11,20 Meter breiter und zwei bis 2,30 Meter tiefer Graben, der vor den Toren jeweils unterbrochen war.

Kastell Câmpulung Muscel I
Kastellgrundriss
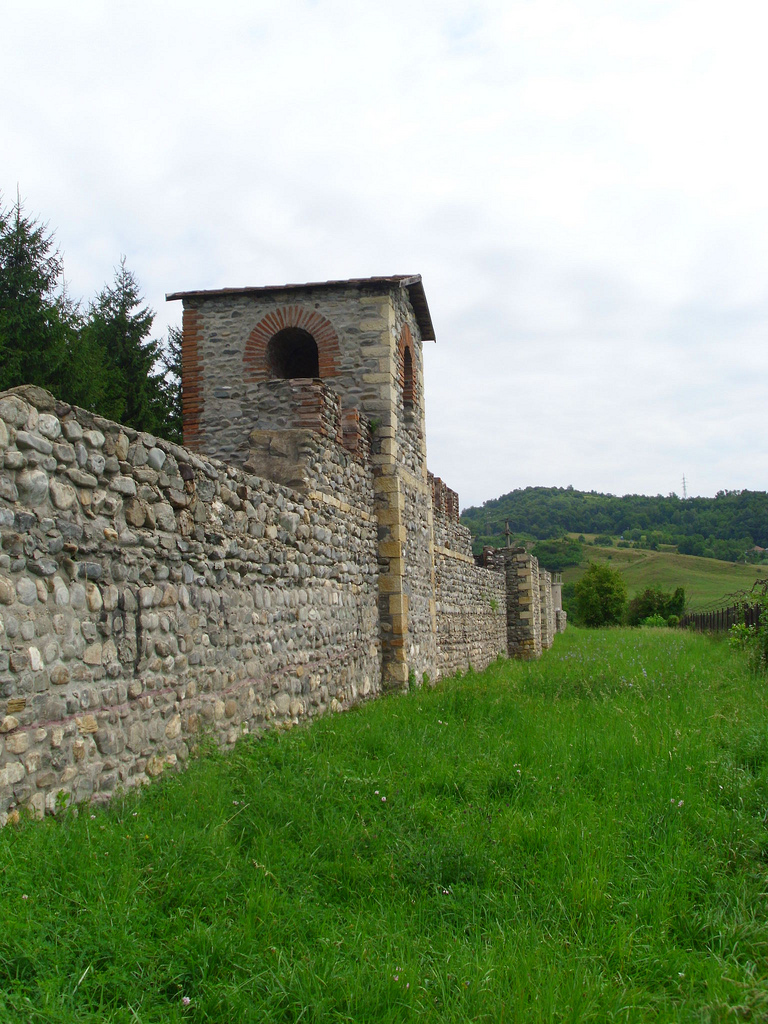
Mauer und Zwischenturm (Außenansicht)
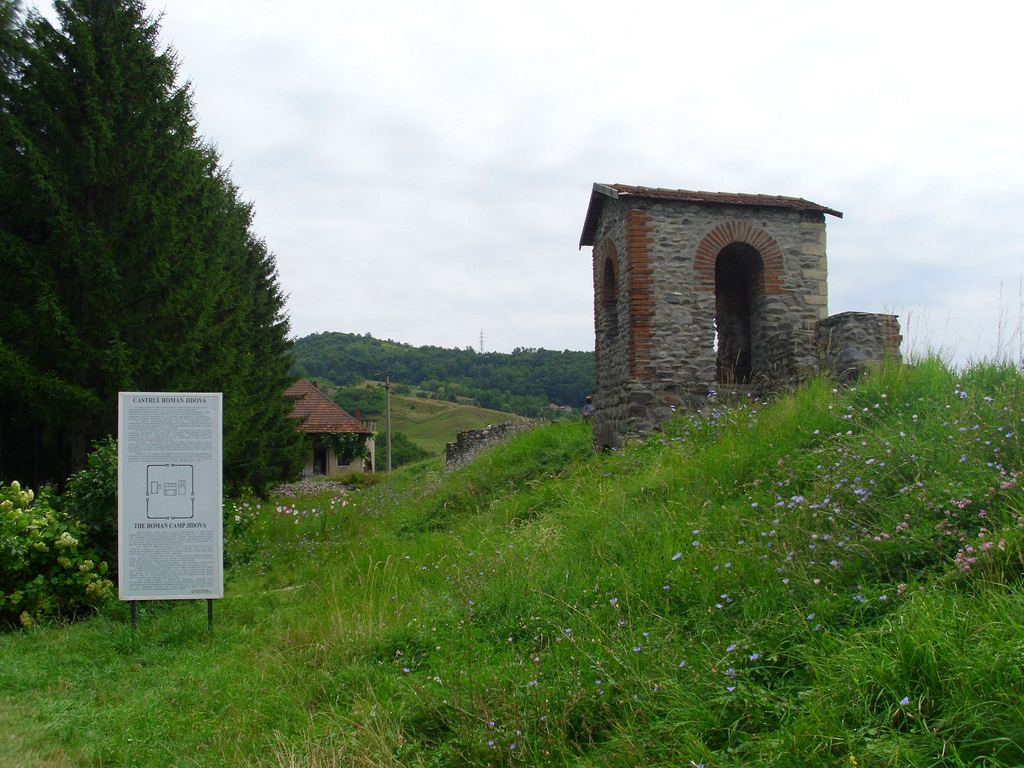
Mauer mit Agger und Zwischenturm (Innenansicht)
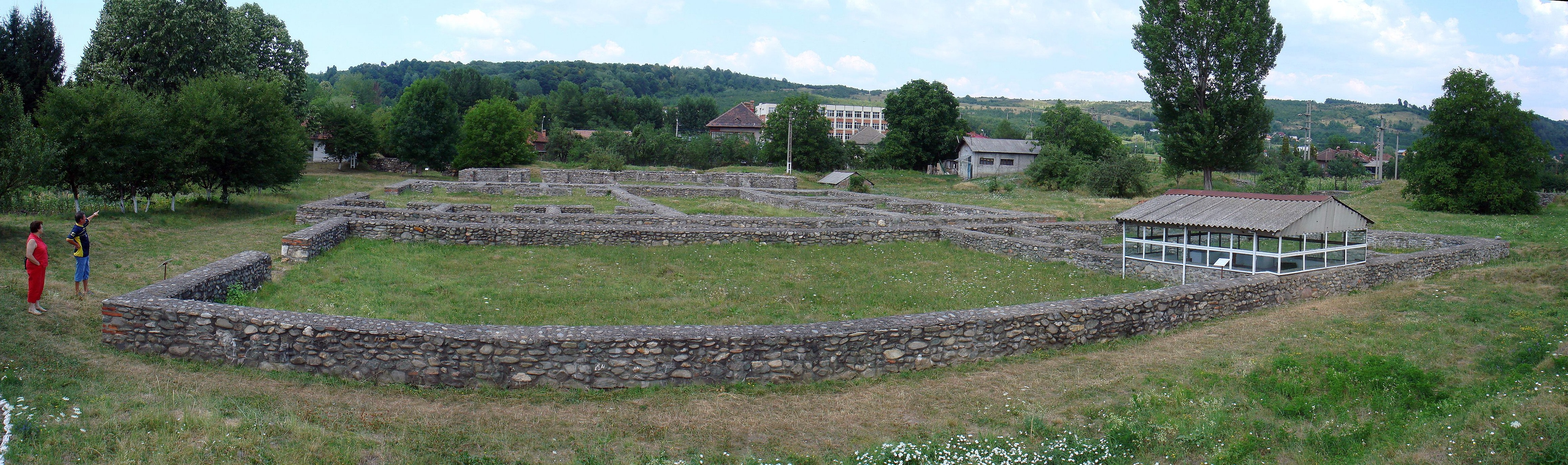
Panoramaansicht der Innenbebauung
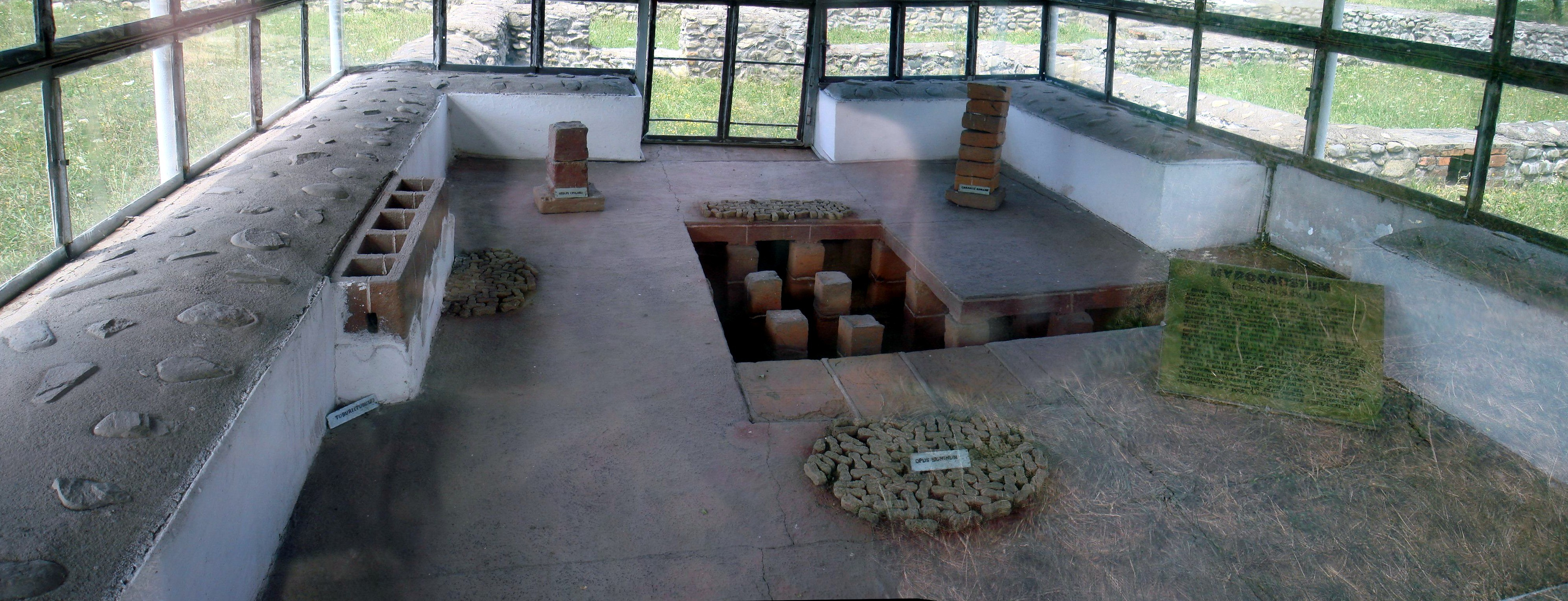
Hypokaustierter Raum des Praetoriums

Im Inneren des Kastells konnten die Hauptstraßen (die Via Praetoria und die Via principalis) nachgewiesen werden, wovon die Via principalis mit einer Breite von 5,90 m besonders deutlich zu Tage trat. Ferner gelang es, die Principia, das Praetorium, ein Horreum sowie Mannschaftsbaracken und ein weiteres Gebäude ungesicherter Zweckbestimmung zu identifizieren.
Die Gründung des Lagers wurde teilweise schon für die hadrianische Zeit angenommen, mehrheitlich geht die Forschung jedoch von der Zeit der Wende vom zweiten zum dritten Jahrhundert aus. Für das Ende des Lagers dienen als Terminus post quem zwei in einer Brandschicht aufgefundene Münzen des Gordian III. (238–244) und des Philippus Arabs (244–249).

#### Principia
Die im Zentrum des Kastells in der Retentura (rückwärtiger Lagerteil) liegenden Principia, das Stabsgebäude der Garnison, bedecken eine Grundfläche von 30,40 m mal 34,70 m (1055 m²). Die Außenmauern waren 1,20 m, die Innenwände 0,60 m bis 1,00 m dick. Man betrat das Stabsgebäude durch ein 14,30 m mal 19,00 m (272 m²) messendes Atrium, das seitlich von jeweils drei 4,30 m mal 4,30 m (18,5 m²) messenden Räumen flankiert wurde. Die Abgrenzung des Atriums zur Via principalis (Lagerquerstraße) ist unklar. Nördlich des Atriums schloss eine 9,20 m mal 28,00 m (258 m²) große Basilika an. Abgeschlossen wurde der Baukomplex von einer Flucht aus insgesamt drei Räumen, der mittlere davon war das 5,50 m mal 6,30 m (35 m²) große Fahnenheiligtum (aedes). Die anderen Räume hatten die beeindruckende Größe von 6,30 m mal 10,15 m (63,9 m²). Im westlichen der drei Räume wurde das armamentarium (Waffenkammer) vermutet, da dort rund 400 Pfeilspitzen orientalischer Machart entdeckt worden sein sollen. Nach anderen Angaben ist der genaue Fundort der Pfeilspitzen innerhalb der Principia eher ungewiss.

#### Praetorium
Im Latus sinistrum (linksseitige Lagerhälfte) konnte das Praetorium (das Wohngebäude des Kommandanten) freigelegt werden. Mit seinen Abmessungen von 16,90 m mal 38,40 m bedeckte es eine Fläche von 649 m². Man betrat es durch ein zur Via principalis weisendes, an den Längsseiten mit Portiken gesäumtes Atrium, das 15,10 m mal 21,70 m (328 m²) umfasste. Die Abgrenzung des Atriums zur Via principalis (Lagerquerstraße) ist unklar. Sicher ist, dass das Praetorium (wie auch das Horreum; siehe weiter unten) nicht in der Flucht der Principia lag, sondern dieser gegenüber ein wenig nach Norden zurückwich. In seinem nördlichen Teil wurde der Komplex von drei nordsüdlich orientierten Raumreihen abgeschlossen. Alle diese Räume waren hypokaustiert und die Eckräume waren innenseitig mit Apsiden ausgestattet. An der nordöstlichen Ecke des Praetoriums wurde zudem ein kleines, ebenfalls mit einem Hypokaustum ausgestattetes Gebäude identifiziert, das zu einem späteren Zeitpunkt an das Prätorium angebaut worden sein muss, da es die Via sagularis (Lagerringstraße) und einen Teil des Aggers (Erdwall an der Wehrmauer) überschnitt.

#### Horreum
Im Latus dextrum (rechte Lagerhälfte) wurden zwei Gebäude identifiziert. Bei dem größeren, außen gelegenen Bauwerk handelt es sich um das Horreum (Getreidespeicher) des Kastells, das die beeindruckende Größe von 12,95 m mal 34,40 m (446 m²) aufwies und auf jeder Seite auf 0,80 m bis 0,90 m mal 0,95 m bis 1,20 m mächtigen Stützpfeilern ruhte. Zwischen dem Horreum und den Principia wurde noch ein kleineres (8 m mal 10 m = 80 m²), zweiphasiges Gebäude entdeckt, bei dem es sich laut Felix Marcu um eine fabrica (Werkstatt) oder eine Schola (Versammlungsgebäude) gehandelt haben könnte. Es bestand zunächst aus einer Holzkonstruktion, die durch ein Schadfeuer zerstört wurde. Als Terminus post quem hierfür dienen Münzprägungen des Geta (211) und des Severus Alexander (222–235). Anschließend wurde das Gebäude aus Stein neu errichtet und mit zwei Apsiden ausgestattet.

#### Mannschaftsbaracken
In der rechten Retentura wurden zwischen 1995 und 2000 zwei ostwestlich angeordnete Kasernen entdeckt. Sie lagen zwischen der Via Decumana und der Westseite des Kastells. Sie liegen parallel zueinander, sind jeweils 36 m lang und etwa 9 m breit und werden durch einen Weg aus kleinen Flusssteinen und Kieseln voneinander getrennt. Der Grundriss der beiden Bauwerke konnte durch Spuren von Holzpfosten im anstehenden Lössboden recht deutlich festgestellt werden. An einer der Baracken konnte auch die mit Ziegeln gepflasterte Stube des Zenturios (3 m mal 3,5 m = 10,5 m²) identifiziert (auf einem davon wurde das weiter unten erwähnte Graffito identifiziert). Ferner wurde bei den jüngeren Ausgrabungen zwischen dem Praetorium und der Ostseite des Lagers ein weiteres, kleineres barackenähnliches Gebäude von nur 5,5 m Breite und 26,0 m Länge identifiziert.

#### Truppen
Die in Câmpulung einquartierte Einheit war (im Kontext des 3. Jahrhunderts) möglicherweise die Cohors I Flavia Commagenorum sagittariorum (1. flavische Bogenschützenkohorte aus Kommagene), die durch ein Graffito auf einem Ziegelstein bezeugt ist. Neben der im Armamentarium entdeckten Anhäufung von Pfeilspitzen wurden auch weitere Militaria entdeckt, die für die Anwesenheit von Bogenschützen sprechen.

### Kastell Câmpulung Muscel II

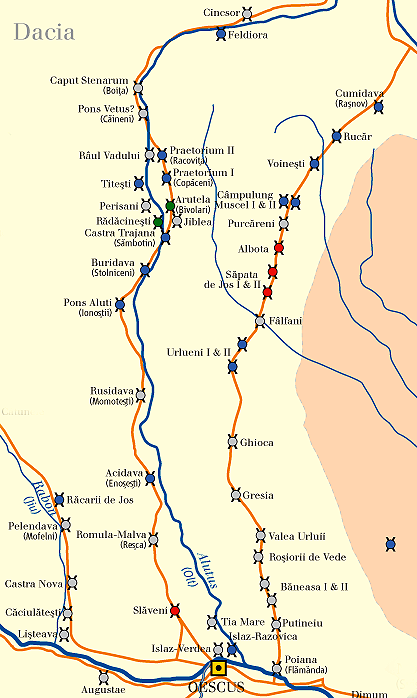
Kastelle Câmpulung Muscel I und II im Verlauf des Limes Transalutanus (rechts)

Câmpulung Muscel II erwies sich als ein Holz-Erde-Lager mit rechteckigem Grundriss. Mit seinen Abmessungen von 50 m mal 60 m bedeckt es eine Grundfläche von gerade mal 0,3 Hektar. Gesichert war es von einer zehn Meter breiten und noch einen Meter hoch erhaltenen Holz-Erde-Mauer, deren Oberfläche mit Rasen- und Heideplaggen (caespites) befestigt war. Vor der Umwallung diente ein Doppelgrabensystem als Annäherungshindernis. Die beiden Gräben besaßen eine Breite von fünf bis sieben Metern und eine Resttiefe von einem halben Meter. Das einzige Tor war nach Süden hin ausgerichtet. Im Inneren des Lagers konnte auf der Ostseite die Via sagularis (Lagerringstraße) identifiziert werden. Ferner wurden innen ein Gebäude mit zwei Räumen, das über eine Hypokaustanlage verfügte, sowie Spuren von hölzernen Baracken festgestellt. Die diensthabende Truppe ist nicht gesichert. Aufgrund der bisherigen Forschungsergebnisse wurde eine Datierung auf den Beginn des zweiten Jahrhunderts vorgeschlagen.

## Fundverbleib und Denkmalschutz
Das Fundmaterial aus Câmpulung umfasst Keramikscherben, Ziegel, Amphoren, Mosaiksteine, Teile von Hypokaustanlagen, Pfeilspitzen, Speere, Messer und andere Militaria. Die Aufbewahrung und Präsentation der Funde erfolgt im als Freilichtmuseum Castrul Roman Câmpulung-Jidova (Römisches Kastell Câmpulung-Jidova) gestalteten Kastell Câmpulung Muscel I, in der historischen Abteilung des Muzeul municipal Câmpulung (Stadtmuseum Câmpulung) sowie im Muzeul Județean Argeș (Kreismuseum Argeș).
Die gesamten archäologischen Stätten sind nach dem 2001 verabschiedeten Gesetz Nr. 422/2001 als historische Denkmäler unter Schutz gestellt. Das Gelände ist mit dem LMI-Code AG-I-s-A-13357 in der nationalen Liste der historischen Monumente (Lista Monumentelor Istorice) eingetragen. Die entsprechenden RAN-Codes lauten 13506.02 für Câmpulung Muscel I und 13506.08 für Câmpulung Muscel II. Zuständig ist das Ministerium für Kultur und nationales Erbe (Ministerul Culturii și Patrimoniului Național), insbesondere das Generaldirektorat für nationales Kulturerbe, die Abteilung für bildende Kunst und die Nationale Kommission für historische Denkmäler sowie weitere, dem Ministerium untergeordnete Institutionen. Ungenehmigte Ausgrabungen sowie die Ausfuhr von antiken Gegenständen sind in Rumänien verboten.